# Perceval Gibbon
Perceval Gibbon, född 4 november 1879, död 30 maj 1926, var en brittisk journalist och novellförfattare.
Gibbon uppfostrades i Tyskland och gjorde vidsträckta resor bland annat som krigskorrespondent. Bland Gibbons noveller märsk The Vrouw Grobelaar's leading cases (1905, svensk översättning 1907), som ger en träffande bild av boernas liv, The adeventures of Miss Gregory (1912) och The second-class-passenger (1922), som alla äger prov på hans livliga fantasi och förmåga att skapa dramatik. Bland hans romaner märks Margaret Harding (1911), vilken behandlar rasfrågan.